# Mount Frakes
Der Mount Frakes ist ein vermutlich erloschener Schildvulkan im westantarktischen Marie-Byrd-Land. Er ist mit 3654 m der höchste Berg der Crary Mountains und bildet mit dem Mount Steere und dem Mount Rees, zwei weiteren Vulkanen, eine zusammenhängende Einheit. Der Gebirgskamm Boyd Ridge im Südosten vervollständigt den grob in nordwest-südöstlicher Richtung verlaufenden Höhenzug der Crary Mountains.
Mount Frakes entstand ab etwa 4,25 Mio. Jahren BP. Die vulkanische Aktivität erstreckte sich mit Unterbrechungen über einen langen Zeitraum bis ins späte Pleistozän; eine Gesteinsprobe von einem Flankenvulkan auf der Südwestseite des Berges weist ein Alter von nur ungefähr 30.000 Jahren auf.
Der United States Geological Survey kartierte ihn anhand eigener Vermessungen und Luftaufnahmen der United States Navy aus den Jahren von 1959 bis 1966. Das Advisory Committee on Antarctic Names benannte den Berg nach dem US-amerikanischen Geologen Lawrence Austin Frakes (* 1930), der im Rahmen des United States Antarctic Program von 1964 bis 1968 in drei Sommerkampagnen auf den Falklandinseln und in Antarktika tätig war.